# Chaetocnema procerula
Chaetocnema procerula es un coleóptero de la familia Chrysomelidae. Fue descrita científicamente en 1856 por Rosenhauer.